# Тайяб Мехта
Тайяб Мехта (*25 липня 1925 — 2 липня 2009) — індійський художник, учасник «Прогресивної групи художників», кінорежисер.

## Життєпис
Народився у м. Кападвандж (Гуджарат) у 1925 році. Початкову освіту здобув у рідному місті. Згодом перебрався до Бомбея (теперішній Мумбаї), де здобув середню освіту. У 1947 році входить до Прогресивної групи художників. У 1952 році закінчив Школи мистецтв Джей-Джей. Деякий час працював редактором кінолабораторії в Боллівуді.
У 1959 році перебирається до Лондону. Тут відкривається новий етап творчості Мехти, помітний вплив експресіонізму. У 1964 році переїздить до Нью-Йорка, де отримує стипендію Рокфелера у 1968 році. Працюючи у США Т.Мехта захопився мінімалізмом.
Після повернення до Індії знову оселяється у Мумбаї. Тут знімає короткометражну кінострічку «Місце зустрічі» («Кудал»), яка отримує у 1970 році премію «Filmfare Awards» (індійський аналог премії «Оскар»). Деякий час (з 1984 по 1985 рік) працює в Шантінікетані.

## Творчість
Початок активної творчості починається у середині 1940-х років, продовжується у Великій Британії та США (1950—1960-ті роки). У 1965 році створив значущу роботу «Падаюча фігура», основою якої є індійська міфологія.
У 1970-ті роки створив «Діагональну серію». Найвідомішою картиною є «Святкування» (вартість 15 млн індійських рупій). У 2005 році його картина «Калі» була продана за 10 млн індійських рупій, а інша «Жест» — за 31 млн індійських рупій.